# 复兴号CR300AF型电力动车组
复兴号CR300AF型电力动车组，是中国高速铁路复兴号的车型之一，是中国铁路总公司向中车青岛四方机车车辆订购的高速铁路动车组。

## 发展历程
CR300系列复兴号动车组（250km/h级）是自CR400系列（350km/h级）、CR200J系列（160km/h级）之后，复兴号动车组的第三个级别。
2018年初，CR300系列复兴号动车组开始设计评审，2018年9月末，CR300AF-0001样车制造完成下线。10月17日，0001样车无火回送至北京环铁试验中心准备进行测试。12月7日，0001号车回送至成都站。12月13日，0001号车开始在正处于联调联试期间的成贵客运专线乐山至兴文段进行测试运行。
2019年11月14日，國家鐵路局批准中車四方量產CR300AF型動車組。
2020年3月10日，國家鐵路局亦正式批准中車南京浦鎮車輛量產CR300AF型動車組，亦是該公司首次獲得生產高鐵列車的資格。
2020年11月24日，南宁局集团宣布，年底到货的5列CR300AF将助力2021年春运。
2020年12月25日，CR300AF开始载客运营，始发列车由昆明南站出发经昆楚大铁路前往大理站。
2021年4月30日，CR300AF开始在海南环岛高铁上运行。

## 車輛構造

### 车体

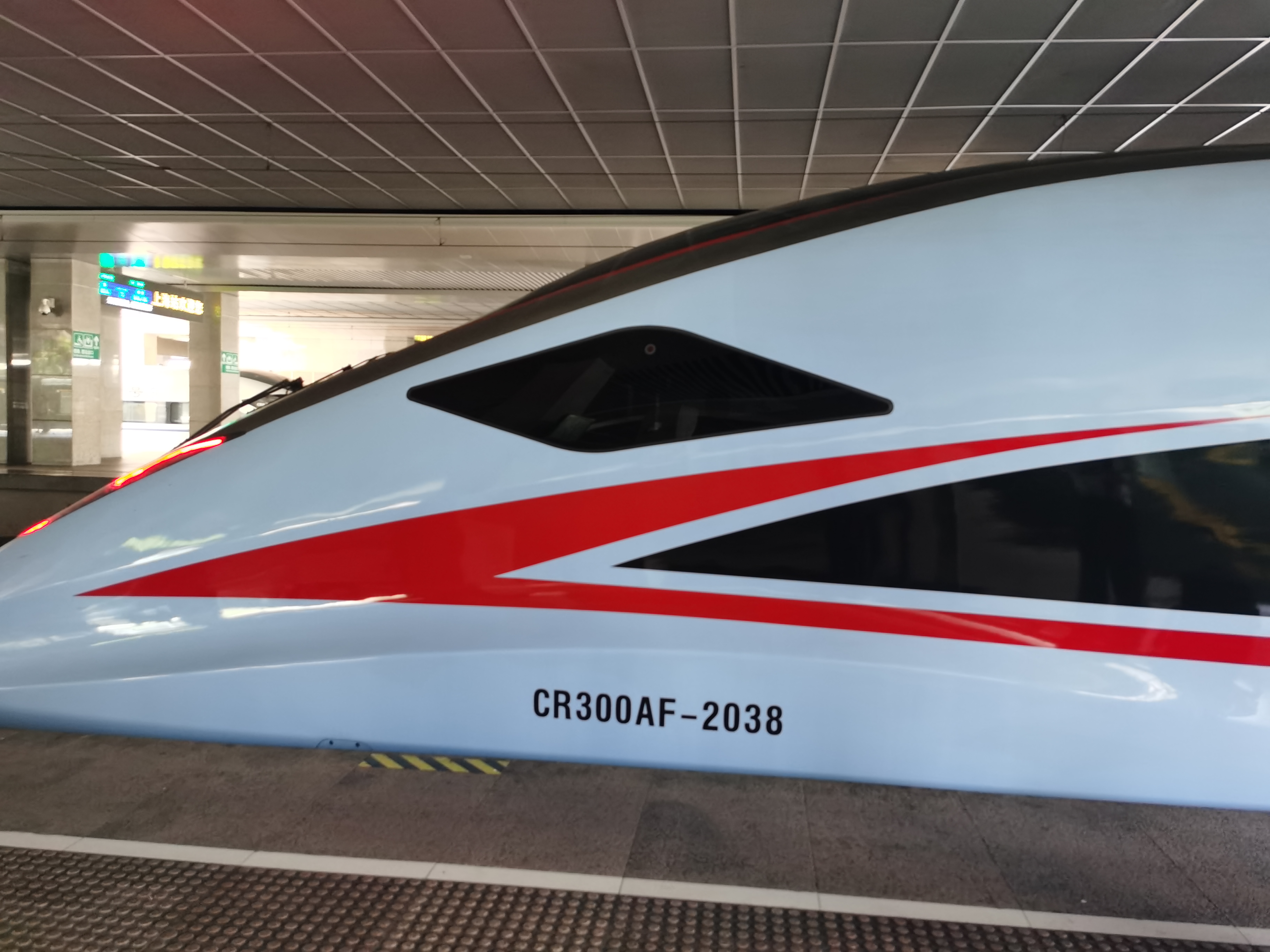
CR300AF的列车头型，暂时采用了类似CR400AF型动车组的红色色带外观配色

CR300AF采用了全新的头型，车鼻长度较CR400AF有所缩短。由于不设置商务座席，因此CR400AF驾驶室正面的原有的两个副窗被取消，侧窗的位置也相应提高，且由狭长的梯形窗改为菱形窗。
涂装方面，量产型CR300AF涂装与CR300BF一样，均采用天蓝色作为底色，與昵称为“藍暖男”的CR300BF不同的是，因為外型長相貌似妝容冷豔的美女，因此该涂装被铁路迷昵称为“藍妹妹”，而头车及车侧的红色带及車窗黑色涂装设计与CR400AF一致。在样板车出厂试车时，CR300AF暂时采用了类似CR400AF型的银灰色作为底色，头车侧面的红色色带设计亦与量产涂装不同。

### 动力配置
CR300AF采用8辆编组，4动4拖的统一动力配置形式，由2个基本动力单元组成，其中02车、04车、05车、07车为动车，01、03、06、08车为拖车。

### 主要设备

#### 牵引系统
CR300AF的牵引电动机及牵引变流器分别由中车株洲电机及中车时代电气进行生产。整流及逆变环节采用大功率IGBT元器件构成的交-直-交传动牵引系统，通过提高中间直流环节电压，提高效率，降低损耗，改善电机控制特性，提升单位质量下的牵引输出功率。充分利用元器件性能，在牵引功率基础上显著提高电制动功率。利用移相技术有效控制谐波，保证再生能量的回收质量，降低总能耗。
CR300AF在开动及刹车的磁励音较CRH2型动车组为少，其磁励音较接近于以往的时代电气产品，而非像旧款日立VVVF般发出明显而低沉的磁励音。

#### 集电装置及供电系统
CR300AF型在3号和6号车厢设置受电弓，在正常运行时使用一个受电弓，重联运行则使用两个受电弓。

### 内部
CR300AF型动车组包含1辆一等座和7辆二等座车厢，总定员613人。相较于和谐号动车组，座椅间距更加宽敞。全车设有Wi-Fi天线，可提供无线上网服务，并配有无障碍卫生间，增加USB电源插口、大件行李架、行李架指示灯、盥洗室置物架等服务设施。相較於CR400AF，該車型二等座椅布套由米色橫紋改為藍色幾何學紋椅布套。列车还增设了座位信息显示系统，提供座位号指示和座位售票状态指示。
另外，2021年2月於海南東環鐵路運營的CR300AF海南東環訂製版，二等座車定員數與量產型相同，其中一等座車（01車）改為與CR400AF及CR400BF相同的一等/商務座合造車，01車定員由原本的48名調整為33名（商務座5名+一等座28名），全車总定员由量產型613人調整為598人。

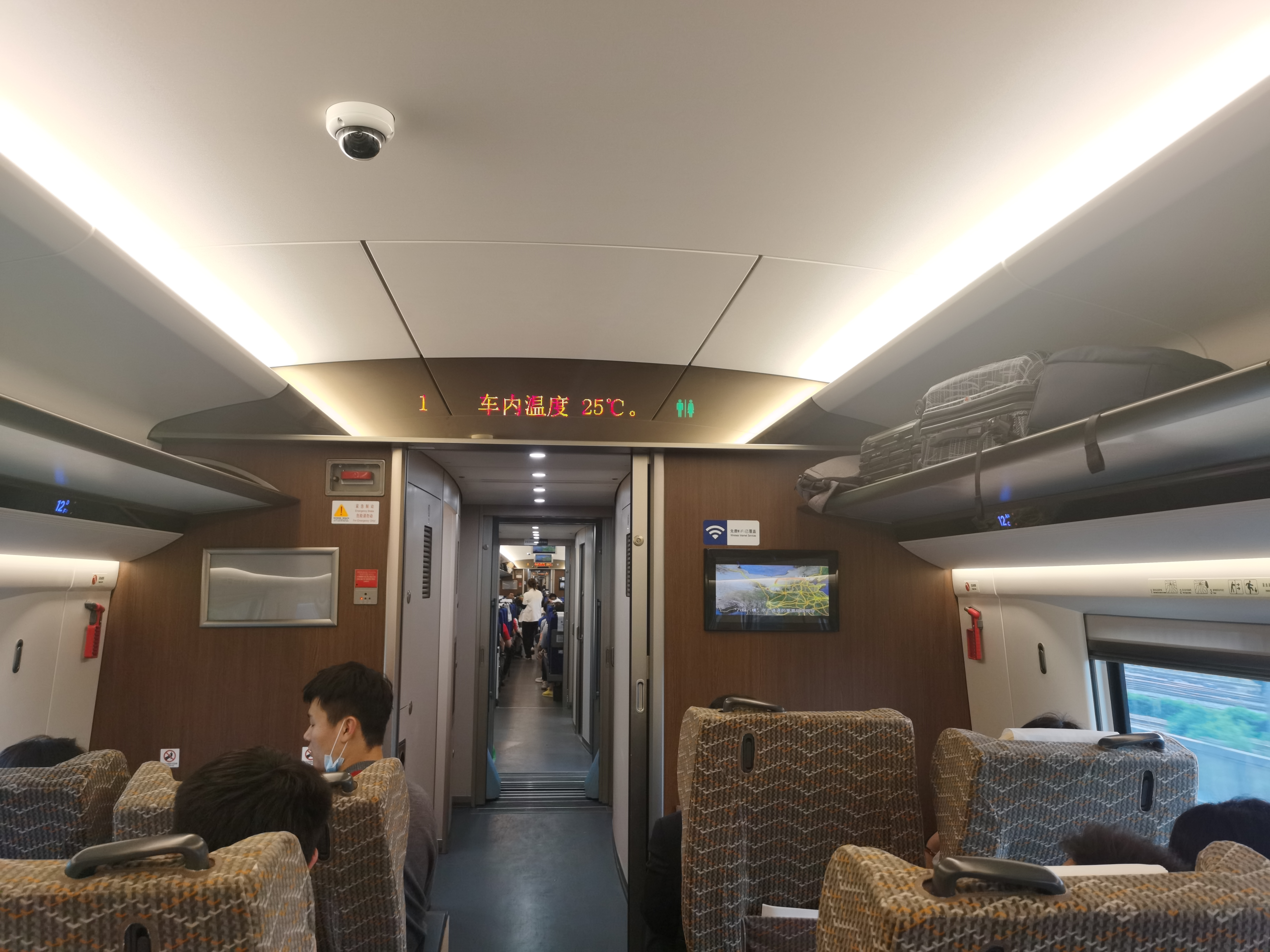
CR300AF一等座内部
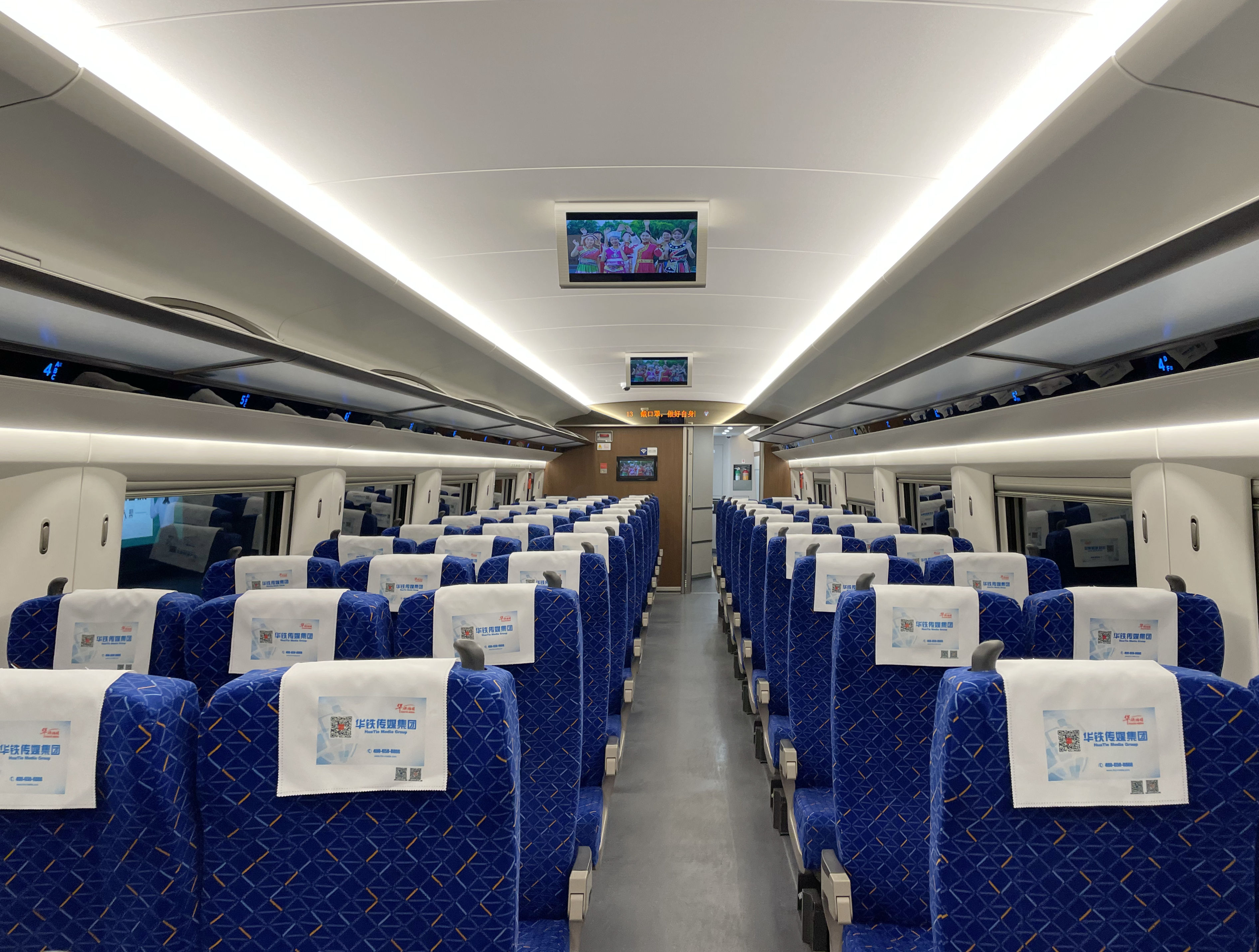
CR300AF二等座内部
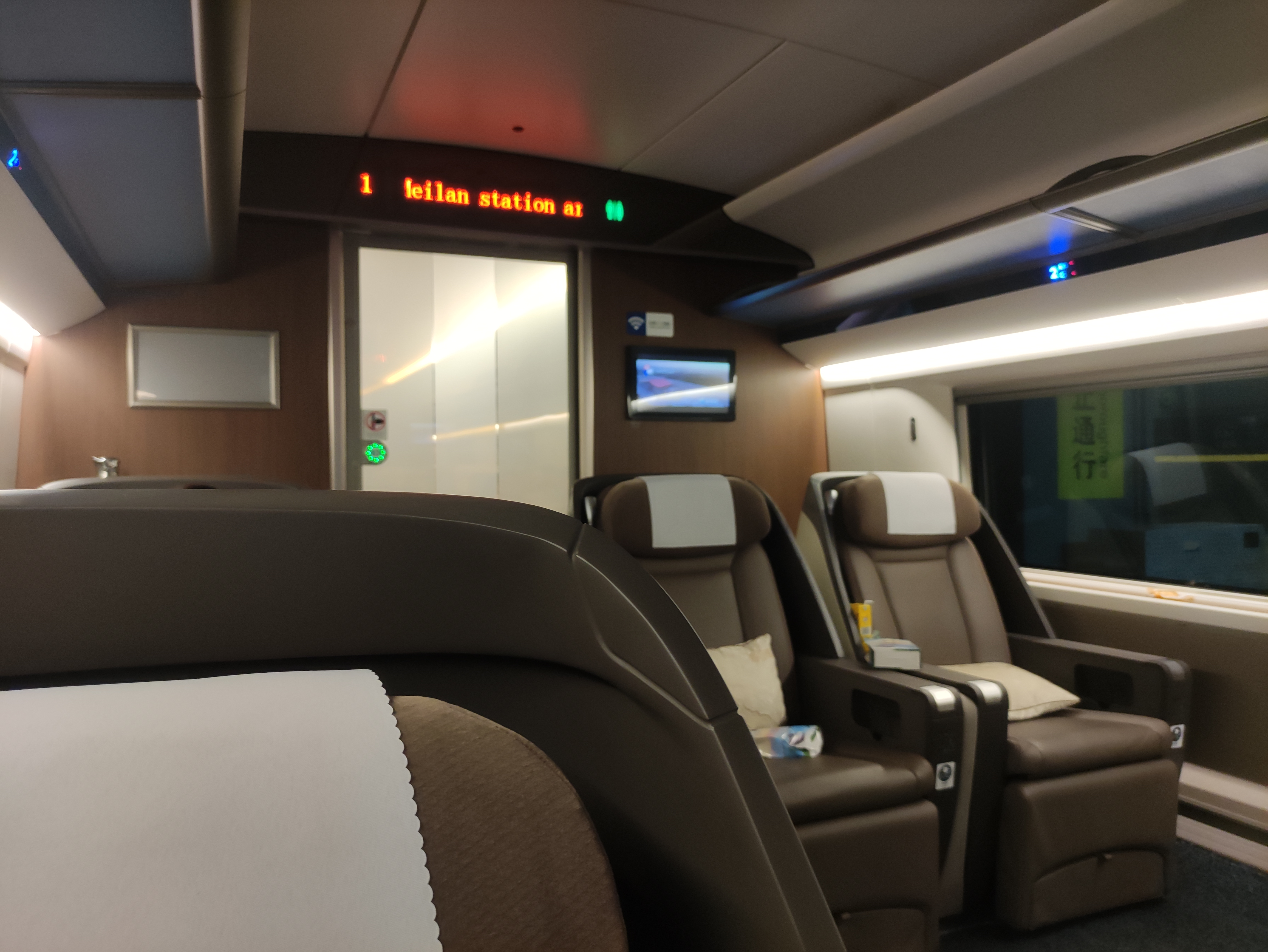
CR300AF商务座内部
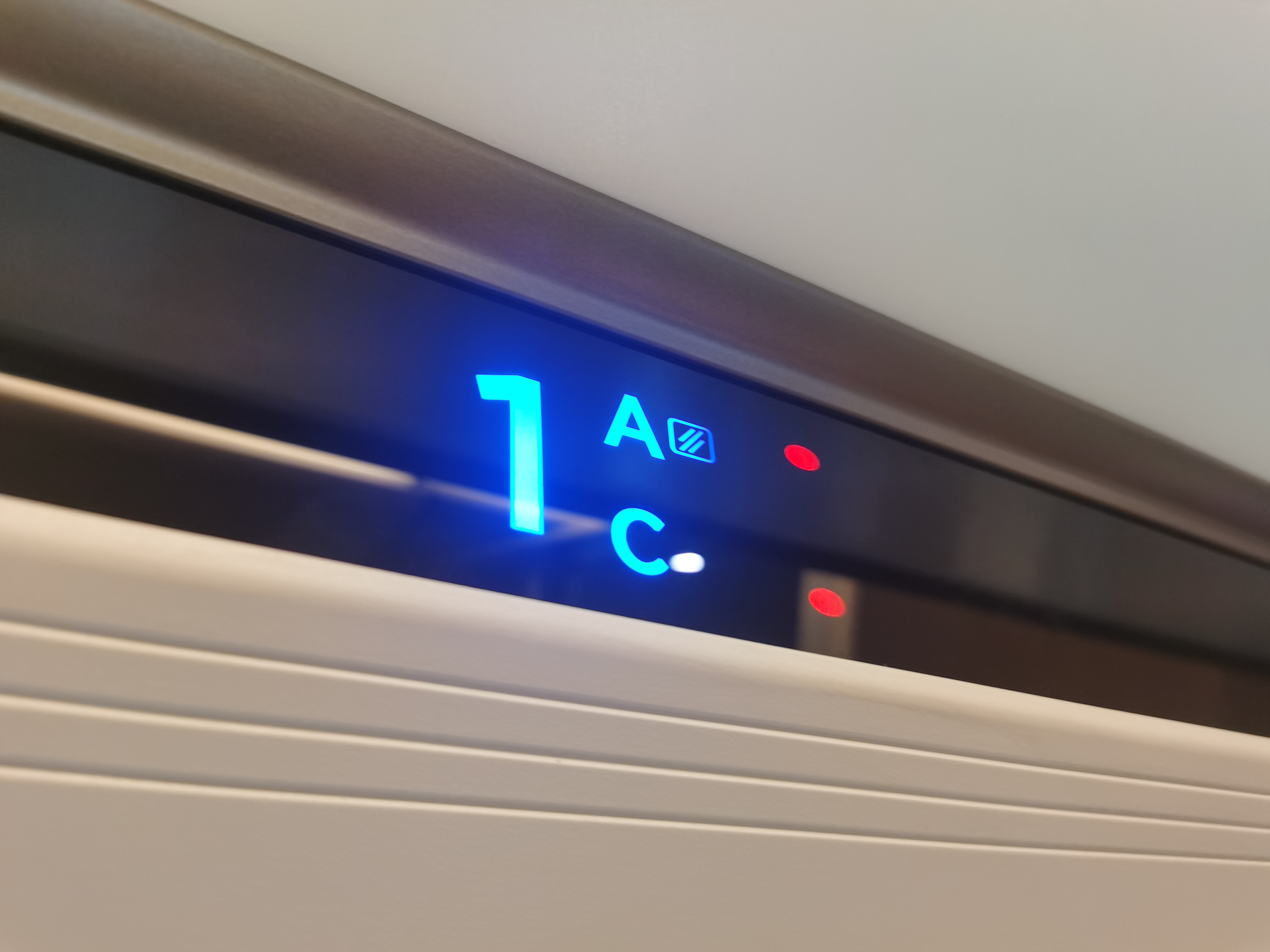
CR300AF的座位指示灯，可显示座位预定状态
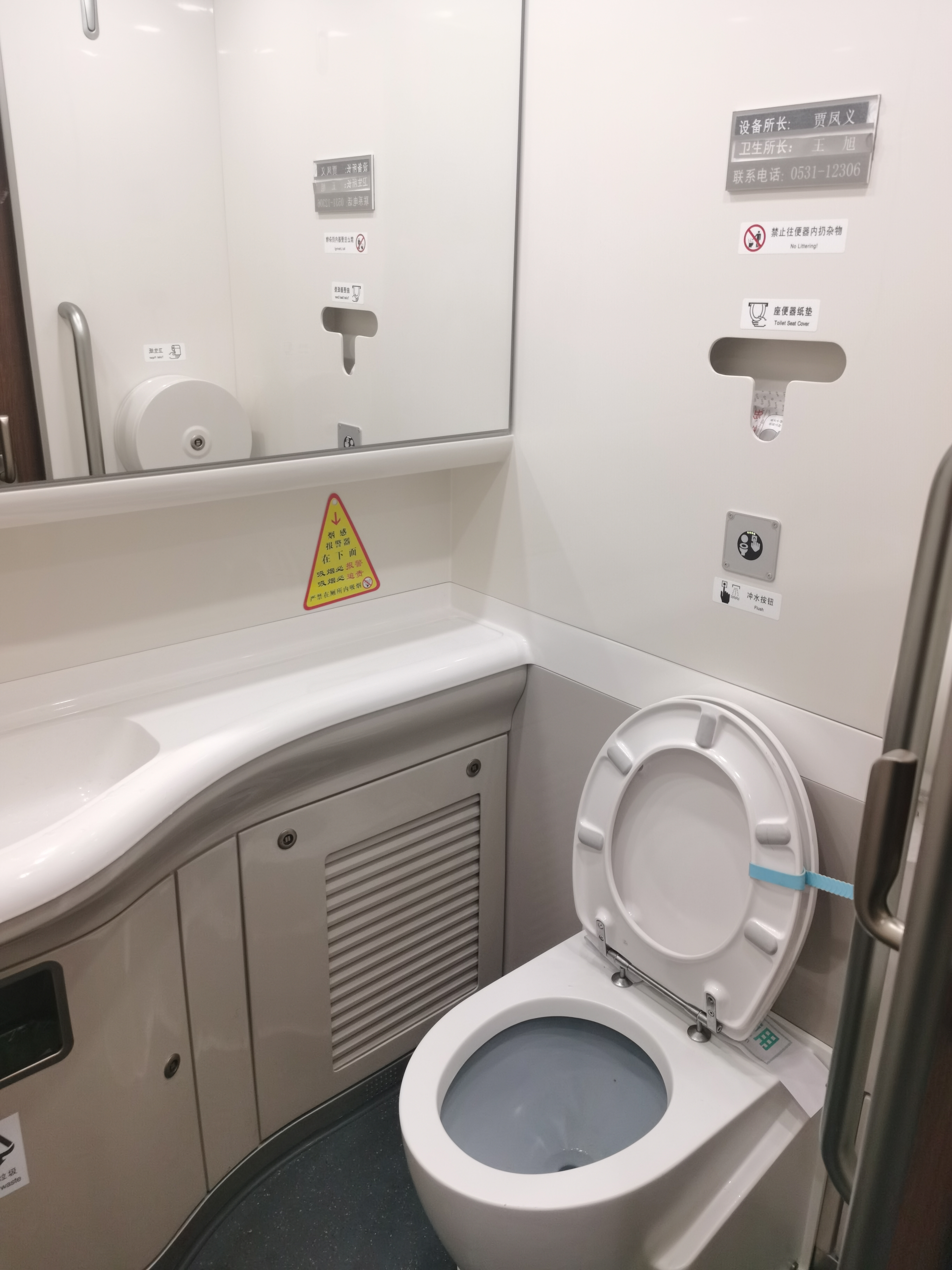
CR300AF的卫生间

## 配属概况
直至2021年1月，64列复兴号CR300AF型动车组列车已出厂。
- 车号0001、0003、0004，为样板车
- 車號1xxx，為青島四方庞巴迪生產的列車
- 車號2xxx，為中車青島四方機車車輛生產的列車
- 車號6xxx，為中車南京浦鎮車輛生產的列車

| 配属       | 数量 | 动车组编号                         | 运用所   | 备注                                                     |
| ---------- | ---- | ---------------------------------- | -------- | -------------------------------------------------------- |
| CR300AF    |      |                                    |          |                                                          |
| 广州局集团 | 6    | 0003、1001～1004、1010～1013       | 深圳     | 0003為样板车                                             |
| 广州局集团 | 5    | 1005～1009                         | 三亞     | 本批次列車01車為一等/商務座車，總定員為598人，設有商務座 |
| 济南局集团 | 11   | 2001～2005、2031～2036             | 青島北   |                                                          |
| 济南局集团 | 6    | 2037～2042                         | 濟南東   |                                                          |
| 成都局集团 | 21   | 2006～2020、2028～2030、2045～2047 | 貴陽北   |                                                          |
| 昆明局集团 | 10   | 0001、2021～2027、2043、2044       | 昆明南   |                                                          |
| 南宁局集团 | 5    | 0004、6001～6004                   | 南宁屯里 | 0004為樣板車                                             |

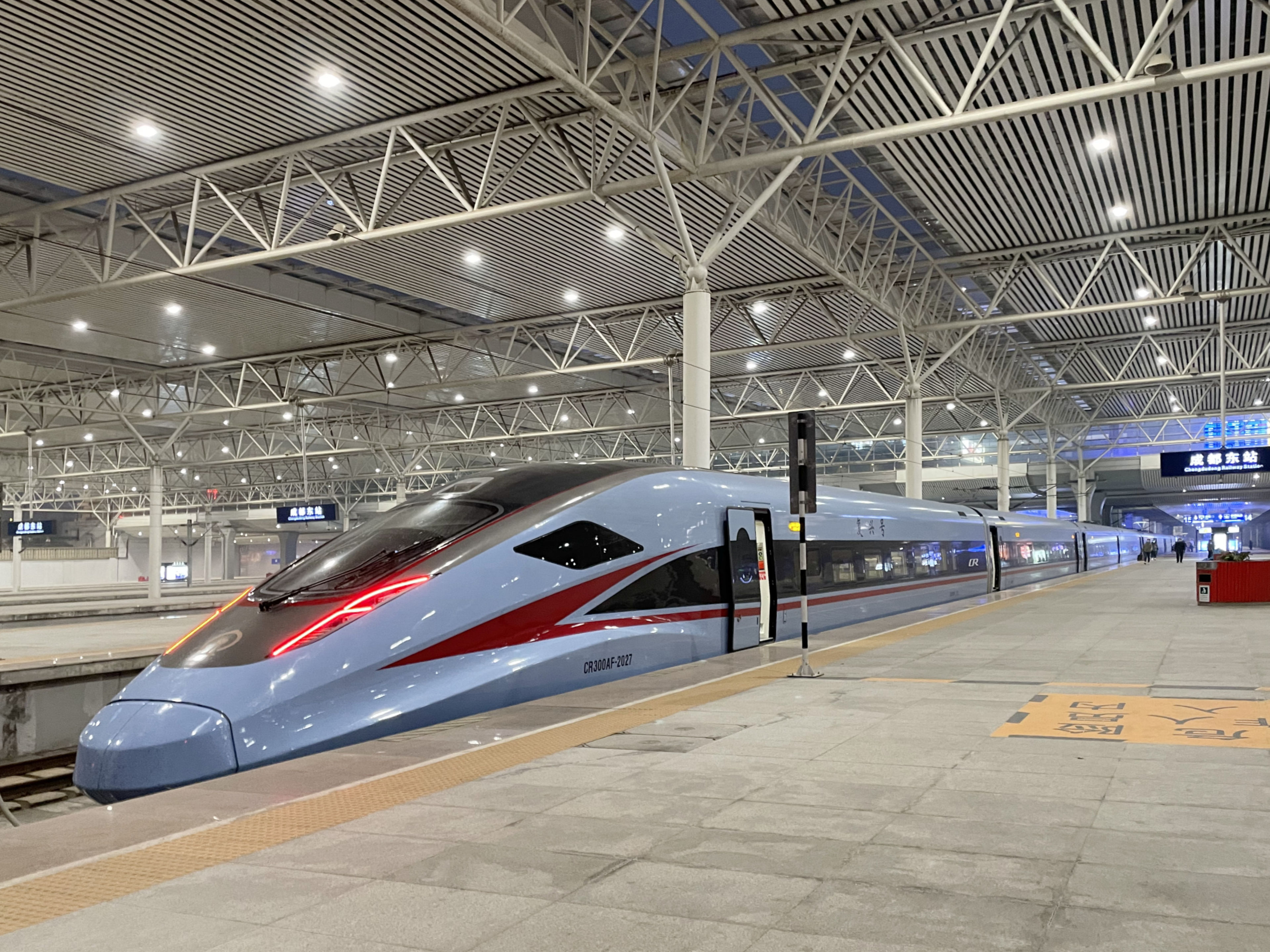
配属昆明局集团的CR300AF-2027担当的C5983次列车停靠在成都东站
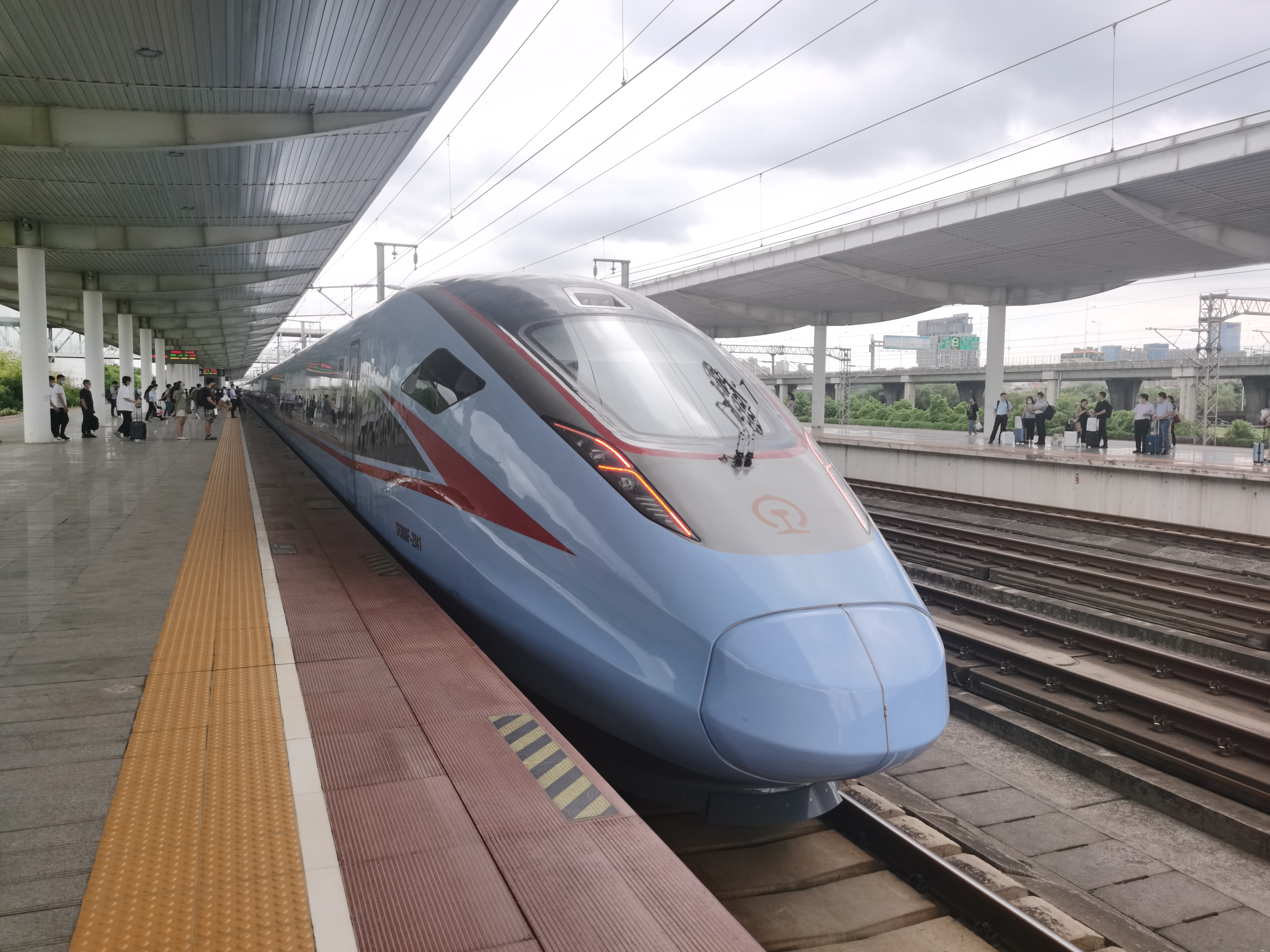
配属济南局集团的CR300AF-2041（与CR300AF-2042重连运行）担当的D2921次列车停靠在苏州园区站
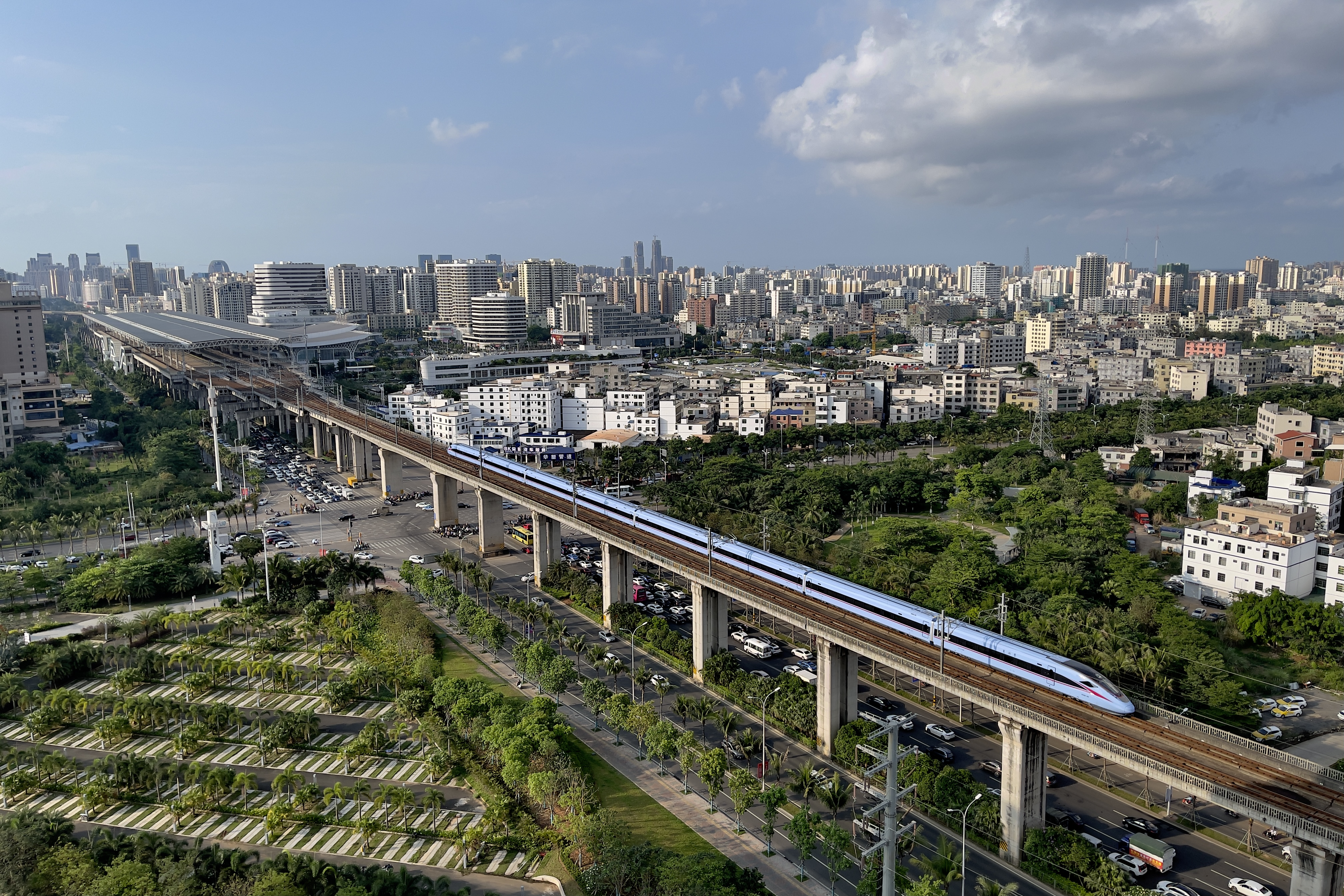
CR300AF行驶在海南东环铁路上
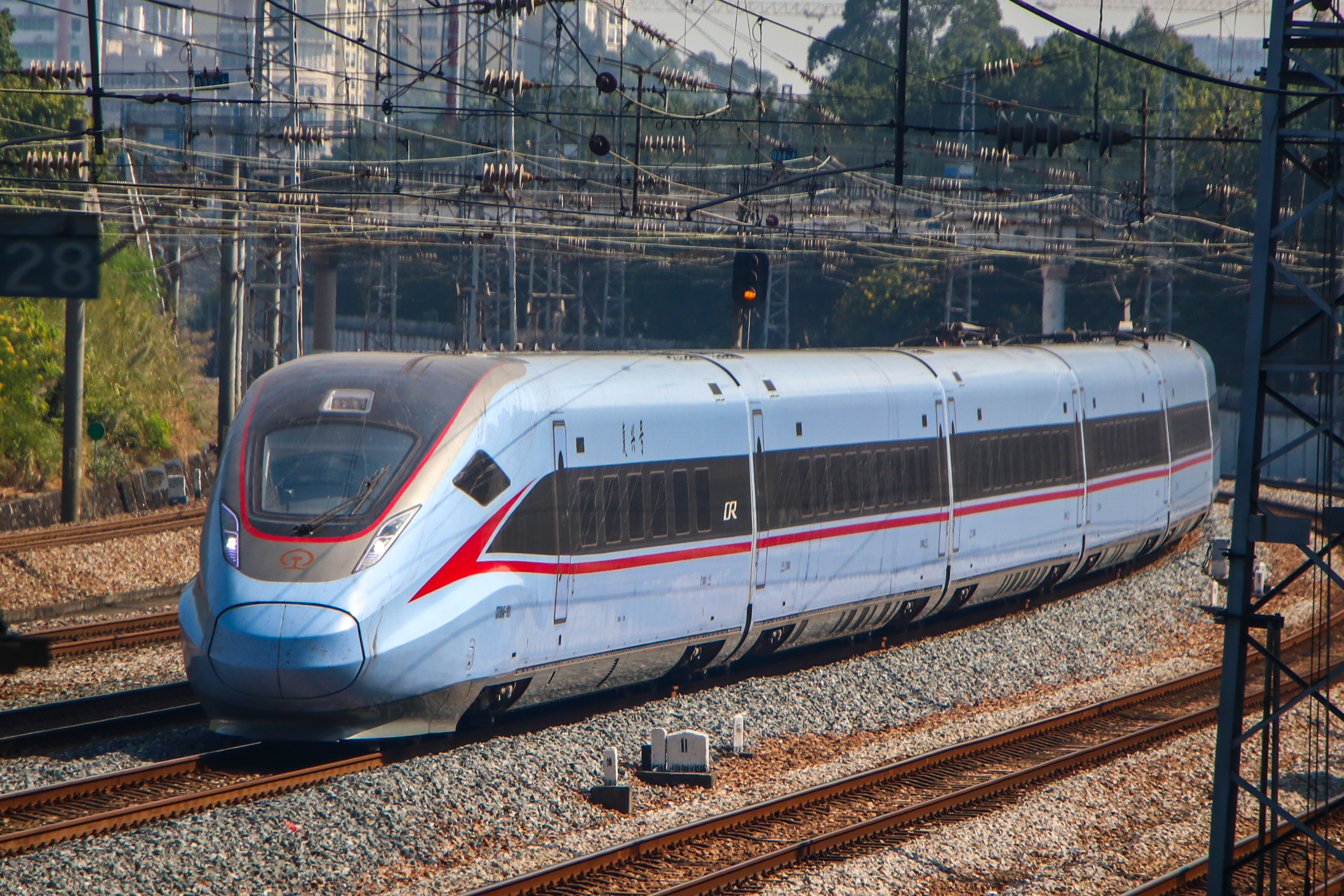
配属广州局集团的CR300AF-1001担当的G6554次列车从香港西九龙站出发前往广州东站

## 列车编组
车厢型号
- ZYS：一等／商务座车（First Class／Business Coach）
- ZY：一等座车（First Class Coach）
- ZE：二等座车（Second Class Coach）
- ZEC：二等座车／餐车（Second Class Coach／Dining Car）

英文字母意思
- Z：Zuo（拼音），座，座车
- Y：Yi（拼音），一，一等
- E：Er（拼音），二，二等
- C／CA：Can（拼音），餐，餐车
- S／SW：Shang（拼音），商，商务

### CR300AF
| 车厢号                | 1                       | 2         | 3                    | 4         | 5             | 6                    | 7         | 8                      |
| 车型                  | 一等座车                | 二等座车  | 二等座车             | 二等座车  | 二等座车/餐车 | 二等座车             | 二等座车  | 二等座车               |
| 车型（1005~1009）     | 一等/商務座车           | 二等座车  | 二等座车             | 二等座车  | 二等座车/餐车 | 二等座车             | 二等座车  | 二等座车               |
| 车辆编号              | CR300AF-xxxx ZY xxxx01  | ZE xxxx02 | ZE xxxx03            | ZE xxxx04 | ZEC xxxx05    | ZE xxxx06            | ZE xxxx07 | CR300AF-xxxx ZE xxxx00 |
| 车辆编号（1005~1009） | CR300AF-xxxx ZYS xxxx01 | ZE xxxx02 | ZE xxxx03            | ZE xxxx04 | ZEC xxxx05    | ZE xxxx06            | ZE xxxx07 | CR300AF-xxxx ZE xxxx00 |
| 定员                  | 48                      | 90        | 90                   | 77        | 63            | 90                   | 90        | 65                     |
| 定员（1005~1009）     | 5+28                    | 90        | 90                   | 77        | 63            | 90                   | 90        | 65                     |
| 动力配置              | 拖车 带驾驶室（Tc）     | 动车（M） | 拖车，带受电弓（Tp） | 动车（M） | 动车（M）     | 拖车，带受电弓（Tp） | 动车（M） | 拖车 带驾驶室（Tc）    |
| 动力单元              | 单元1                   | 单元1     | 单元1                | 单元1     | 单元2         | 单元2                | 单元2     | 单元2                  |

- xxxx：列车编号。
- 1005~1009為海南東環鐵路專用訂製版列車，1號車廂由原本量產型的一等座车改為一等/商務座车，全車定員由量產型的613人調整為598人。

## 出口计划
2020年10月28日，泰国国家铁路局与中国国铁签订中泰铁路合约，当中列车部分将采购6列CR300AF型动车组。这次亦是CR300AF首次输出国外。

## 故障
- 2018年10月14日，刚出厂的CR300AF-0001号车经由京沪铁路运行无火回送至北京环铁过程中，6号车顶安装的高压电气舱保护板在至少济南境内向上掀起并继续运行近500公里至北京境内，导致北京铁路枢纽内北京南站至北京站区间接触网跳闸，造成京沪铁路上行方向列车大面积晚点。
- 2020年11月7日，CR300AF-0004號車(有駕駛室的一列)在南京浦鎮工廠外路面運送期間撞到等红灯的公交车。后官方通报，11月7日17点35分左右，南京扬子公交公司六合汽车一队503路公交车由南向北行驶至浦厂小区路段，当公交车停在最右侧车道等红灯时，一辆装载复兴号CR300AF动车组车头部分、约30米长的半挂车利用中间直行道左拐，撞入公交车窗，致使公交车左边第二块侧玻璃损坏。由于事发时公交车是正常行驶，运载复兴号的半挂车全责，最终半挂车司机赔了修复玻璃的钱。事发现场无人员伤亡[12]。